# Kostel svatého Mikuláše (Hamburk)

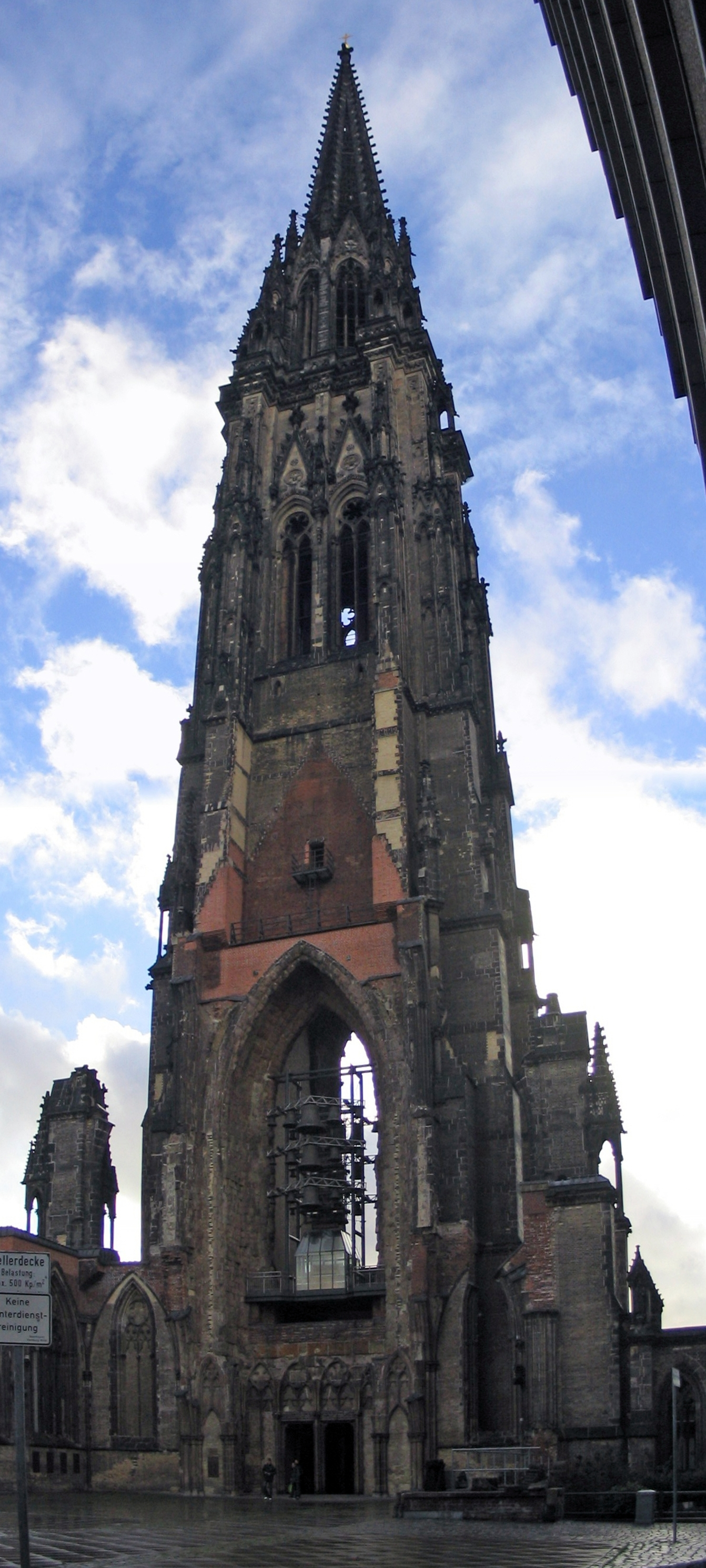
Kostel sv. Mikuláše

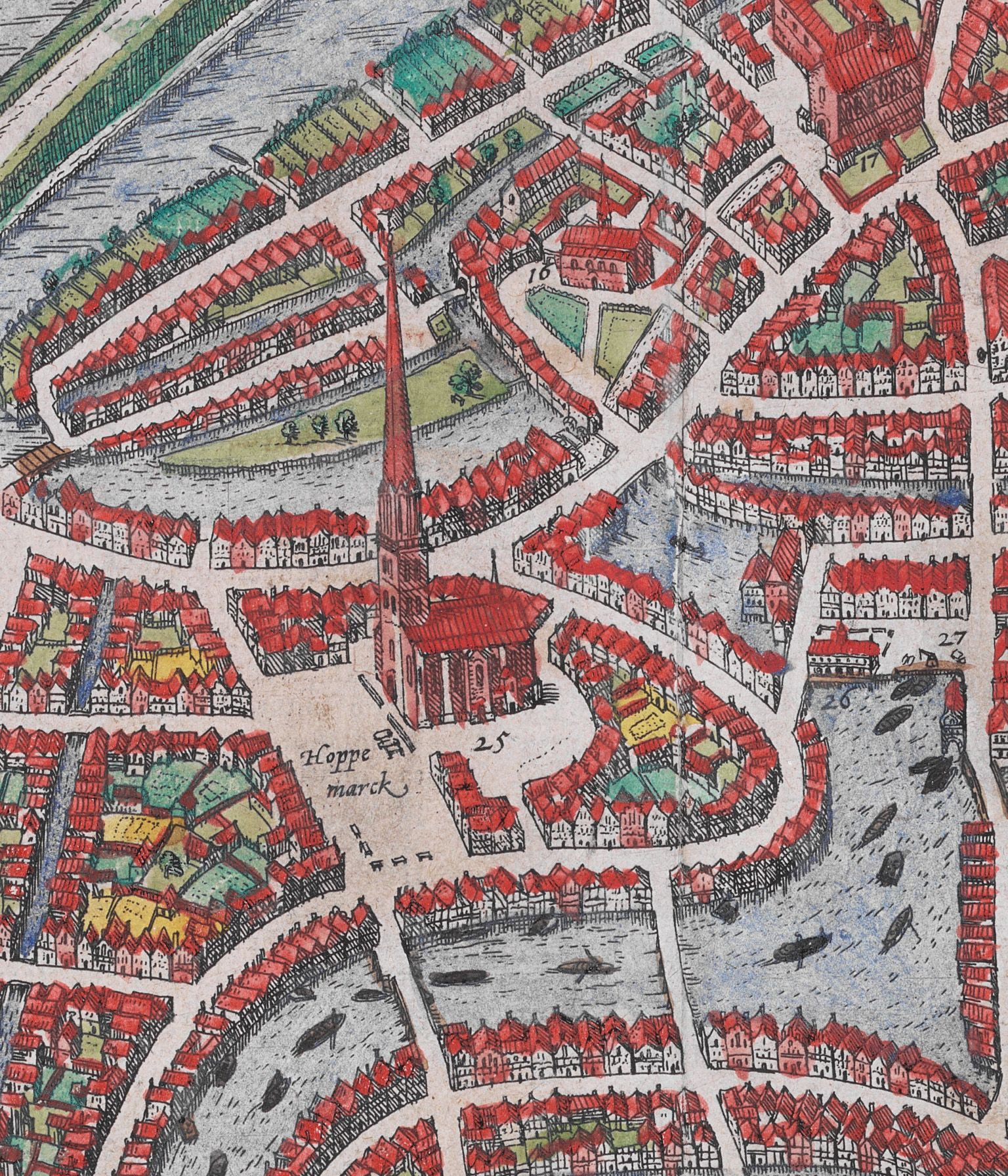
Kostel sv. Mikuláše na břehu řeky Alstery, cca 1590

Kostel sv. Mikuláše (německy Ehemalige Hauptkirche St. Nikolai) je zřícenina kostela v německém městě Hamburk. Původně šlo o jeden z pěti luteránských kostelů ve městě (Hauptkirchen), ale dnes slouží jako památník a významná stavební památka. Je to také druhá nejvyšší budova ve městě.

## Historie
Při založení osady Nikolai a přístavu na řece Alsteře asi v 12. století byla postavena kaple sv. Mikuláše, patrona námořníků. Od té doby se neustále rozšiřovala, až do dnešní podoby.
Kostel byl zničen při bombardování Hamburku 28. července 1943 a restaurovaný v roce 1990.
V roce 1951 byl na ulici Harvestehuder Weg v Hamburku postavený nový kostel sv. Mikuláše.